# جول جيرارد
جوليس جيرارد (بالإنجليزية: Jules Girard)‏ (و. 1839 – 1921 م) هو جغرافي، وجيولوجي، من فرنسا، ولد في باريس، توفي عن عمر يناهز 82 عاماً.